# 참조기
참조기(학명: Larimichthys polyactis)는 서해(황해)에 서식하는 민어과에 딸린 물고기이다. 흔히 조기라고 불리며, 중국에서는 소황어(중국어: 小黃魚)라 불린다. 말린 참조기를 굴비라고 한다.

## 특징
몸길이 30cm 정도이고 꼬리자루는 가늘고 길며 몸빛은 회색을 띤 황금색이다. 입술은 불그스름하다. 수심 150m 정도의 대륙붕에 산다. 봄에 알을 낳으며, 산란기에는 몸 빛깔이 선명해지고 무리를 지어 수면 가까이 올라와 큰 울음소리를 낸다. 새우,플랑크톤 등을 잡아먹고 산다.

## 분포
한국에서는 산란장인 연평도, 영광 부근 해역에서 많이 잡혔으나 최근에는 남획으로 그 수가 급격히 줄었을 뿐 아니라 크기도 작아졌다. 옛날부터 산란기 때 잡아 말린 참조기는 굴비라 하여 귀하게 여겨왔다. 한국의 황해와 남해, 동중국해, 대만 등지에 분포한다.

## 기타
조기를 세는 단위로는 마리·손(2마리)·뭇(10마리)·두름(20마리)·동(1,000마리) 등이 있다.